# Ivetofta landskommun
Ivetofta landskommun var en tidigare kommun i dåvarande Kristianstads län.

## Administrativ historik
När 1862 års kommunalförordningar började gälla inrättades över hela landet cirka 2 400 landskommuner, de flesta bestående av en socken. Därutöver fanns 89 städer och 8 köpingar, som då blev egna kommuner.
Denna kommun bildades då i Ivetofta socken i Villands härad i Skåne. År 1942 utbröts ett område för att bilda Bromölla köping.
Vid kommunreformen 1952 bildade den storkommun genom sammanläggning med den tidigare kommunen Gualöv.
Återförening skedde 1967, då kommunen gick upp i dåvarande Bromölla köping, sedan 1971 Bromölla kommun.
Kommunkoden 1952-1967 var 1117.

### Kyrklig tillhörighet
I kyrkligt hänseende tillhörde kommunen Ivetofta församling. Den 1 januari 1952 tillkom Gualövs församling.

## Geografi
Ivetofta landskommun omfattade den 1 januari 1952 en areal av 73,64 km², varav 60,22 km² land.

### Tätorter i kommunen 1960
| Tätort         | Folkmängd |
| -------------- | --------- |
| Valje, del ava | 430       |
| Gualöv         | 377       |
| Håkanryd       | 271       |
| Edenryd        | 242       |
| Råby           | 204       |

Tätortsgraden i kommunen var den 1 november 1960 62,0 procent.

## Politik

### Mandatfördelning i valen 1938-1962
| 3 | 14 | 5 |  | 2 |

| 24 |

| 5 | 9 | 1 | 5 |

| 20 |

| 7 | 8 | 1 | 4 |

| 20 |

| 5 | 21 | 2 | 7 |

| 35 |

| 5 | 21 | 3 | 6 |

| 32 |

| 4 | 22 | 5 | 4 |

| 34 |

| 3 | 24 | 4 | 4 |

| 31 |